# Diszlexia

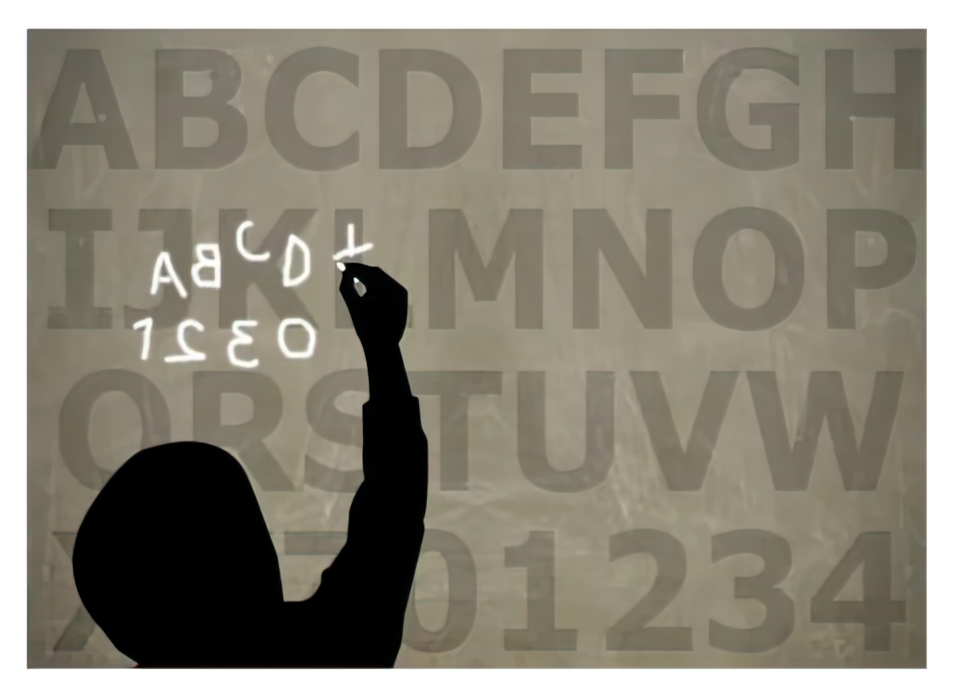
A diszlexia olvasási zavar

A diszlexia a nyelvvel, a beszéddel és az olvasástanulással kapcsolatos részképességzavar. Fő tünete az olvasási képesség elmaradottsága az életkor, iskolázottság és intelligencia alapján elvárható szinttől. Problémát okozhat a betűk, szavak és számok felismerése, leírása, a leírt betűket felcserélhetik, vagy ellenkező irányban olvashatják. Az olvasott szöveget nehezen és hibásan idézik vissza, lényegét nem tudják visszaadni.
A diszlexiások a hagyományos tanítási módszerekkel nehezen, vagy egyáltalán nem tudnak megtanulni olvasni, de alkalmas módszerekkel, pl. bizonyos esetekben színes szemüveggel ez a nehézség kezelhető, vagy megelőzhető, de például a nyelvtanulás továbbra is nehéz marad. A diszlexiás egyén súlyos tünetekkel küzdhet az egyik nyelven, míg egy más nyelven akár tünetmentes is lehet.
A speciális fejlesztést logopédus végzi.

## Okok és típusok
A diszlexia definíciója a tudomány mai állása szerint – és még egy jó ideig – empirikus: Abból a tapasztalatból indul ki, hogy egyes, egyébként normál képességű gyermekek az anyanyelvi oktatás során olyan mértékben elmaradnak az olvasás-írás területén társaiktól, hogy az lényegesen nehezíti iskolai beilleszkedésüket, negatívan befolyásolja későbbi pályaválasztásukat, csökkenti esélyeiket a társadalmi érvényesülésben, és közülük egyesek mint funkcionális analfabéták élik le életüket.
A diszlexiának két típusát kell megkülönböztetnünk, ezek:
- fejlődési diszlexia
- szerzett diszlexia

A fejlődési diszlexia kialakulásáért örökletes okok, a születés során szerzett apró károsodások vagy egy baleset következményei a felelősek. Okozhatja az idegrendszer részleges fejletlensége is. Rejtett kancsalság is lehet az ok.
A szerzett diszlexia esetén a részképességzavart a környezeti tényezők, lelki okok okozzák. Ekkor a diszlexiának biológiai oka nincs, az idegrendszerben nincs sérülés, a diszlexiát például érési késés, az olvasástanítás során elkövetett módszertani hiba vagy hátrányos szociális helyzet idézi elő. A diszlexia oka lehet még a vizuális kultúra túltengése és az összezavart lateralitás (balkezesek átszoktatása). A szerzett diszlexiát másodlagosnak is nevezik.
A hetvenes évek óta zajló kutatások arra utalnak, hogy a figyelemhiányos hiperaktivitás-zavar és esetleg a diszlexia, diszgráfia, diszkalkulia oka az idegrendszeri fejlődés során általában egyéves kor előtt gátlás alá kerülő csecsemőkori primitív reflexek (kereső-szopó reflex, tenyérreflex, Moro-reflex stb.) egy részének rendellenes fennmaradásában kereshető. A kutatások jelenlegi eredményeit feldolgozó magyarul is megjelent könyv (szerzője Sally Goddard, az angliai neurológiai és pszichológiai kutatóintézet igazgatója) ezen primitív reflexek diagnózisával illetve a fennmaradt reflexek szabályos gátlását elősegítő mozgásterápiával is foglalkozik.
A tudósok napjainkra egyre több mindent állapítanak meg a diszlexia okairól, de mivel ez a képességzavar rengeteg különféle tanulási képesség hibás működése következtében megjelenhet, ezért a pontos kiváltó okok csak a diszlexiás egyén vizsgálata alapján határozhatóak meg. Az okok között gyakran előfordul az öröklődés, a környezet káros hatása, a látás vagy a hallás problémái, születés közbeni komplikációk, sérülések, például oxigénhiány, az emlékezet problémái, asztma, allergia, autoimmun betegség. A diszlexia kezelése az egyénre jellemző okok ismeretében történik.

## Tünetei
A diszlexia leggyakoribb tünetei közé tartoznak a betűtévesztések. Jellemző az olvasás lassúsága és a szövegértés problémái. A diszlexia jellemzően rossz helyesírással jár együtt. Az írás sokszor csúnya vagy akár olvashatatlan.
A diszlexia további tünetei az emlékezetzavar, a tér-iránnyal kapcsolatos nehézségek, szómegtalálási nehézség, dátumtévesztés, problémák a sorozatokkal, a nyelvi megfogalmazással, és nehézségek a nyelvi feladatokban. Gyakori, hogy a tanulási zavar nem csak az olvasás, hanem az írás (diszgráfia) és a számolás (diszkalkulia) területét is érinti.
A diszlexiások jellemzően nehezen tanulnak nyelvet; egyes diszlexiásoknak ez a fő tünete. Bár diszlexiára hivatkozva a tanuló felmenthető az idegen nyelv értékelése alól, az egyetemi hallgatóknál felismert diszlexia esetén a nyelvvizsga alóli felmentés az adott intézmény belső szabályzatain, illetve vonatkozó rendelkezés hiányában az illetékes személyek jóindulatán múlik.
A diszlexiás gyermeknek gyakran van az írás-olvasáson kívül is valami nyelvi problémája, de ezek nagy része kezelhető. Ritmusérzéke, mozgáskoordinációja általában fejletlen, az irányokat gyakran téveszti.

### Iskolakezdés előtt
Iskolakezdés előtt a gyereket nem tekintik diszlexiásnak, mert még nincs elmaradás az olvasástudásban, de már ebben a korban jelentkeznek a figyelmeztető jelek:
- megkésett beszédfejlődés és más beszédzavarok
- szegényes szókincs, rokon értelmű szavak hiánya
- érdektelenség a mesék, a versek, a történetek iránt
- szómegtalálási nehézség
- ritmuszavar a mozgásban és a beszédben
- ügyetlenség a kis- és nagyobb mozgásokban
- a testséma zavartsága
- rossz tájékozódás a térben és az időben
- zavart vagy lassan kialakuló lateralitás
- a rövid távú emlékezet zavara

### Iskolakezdés után
- az iskolakezdés előtti tünetek megmaradása
- betűtévesztések formai (f-t, b-d) vagy hangzásbeli (g-k) alapon
- betűkihagyások, cserék, a betűk sorrendjének megfordítása
- rossz kombináció
- megtapadás
- gyakori ismétlések, újrakezdések
- lassú olvasás
- rossz szövegértés; ha érti, akkor utána nem emlékszik a tartalomra
- rossz helyesírás (hosszú-rövid megkülönböztetése, egybe- és különírás, az olvasásban jelentkező betűtévesztések itt is megjelennek)
- dátumtévesztés
- nehézségek a nyelvtanulásban, rossz nyelvérzék

Azok a szülők, akiknek gyermeke az alsó tagozat második, harmadik tanévét kezdi, a gyermek utolsó bizonyítványból, a tanítók szeptemberi, első szülői értekezletén elhangzottakból döbbennek rá, hogy valami nincs rendben az olvasás tanulása körül, vagyis diszlexiás a gyermekük.
Valamennyi ismert, vagy valószínűsíthetően diszlexiás gyermek szüleinek tudnia kell azonban: a diszlexiáról nem a gyerek tehet, ő nem buta, nem lusta. Az olvasástanítás, az olvasás problémáit a tanító, a tanár hibájaként sem szabad felróni, ugyanis a diszlexia nem csupán pedagógiai probléma.
Ismert diszlexiával, megalapozott diszlexia gyanúval a következő tanévnek nem szabad nekimenni – az iskolai kudarc így eleve kódolt.

## Átok vagy áldás?

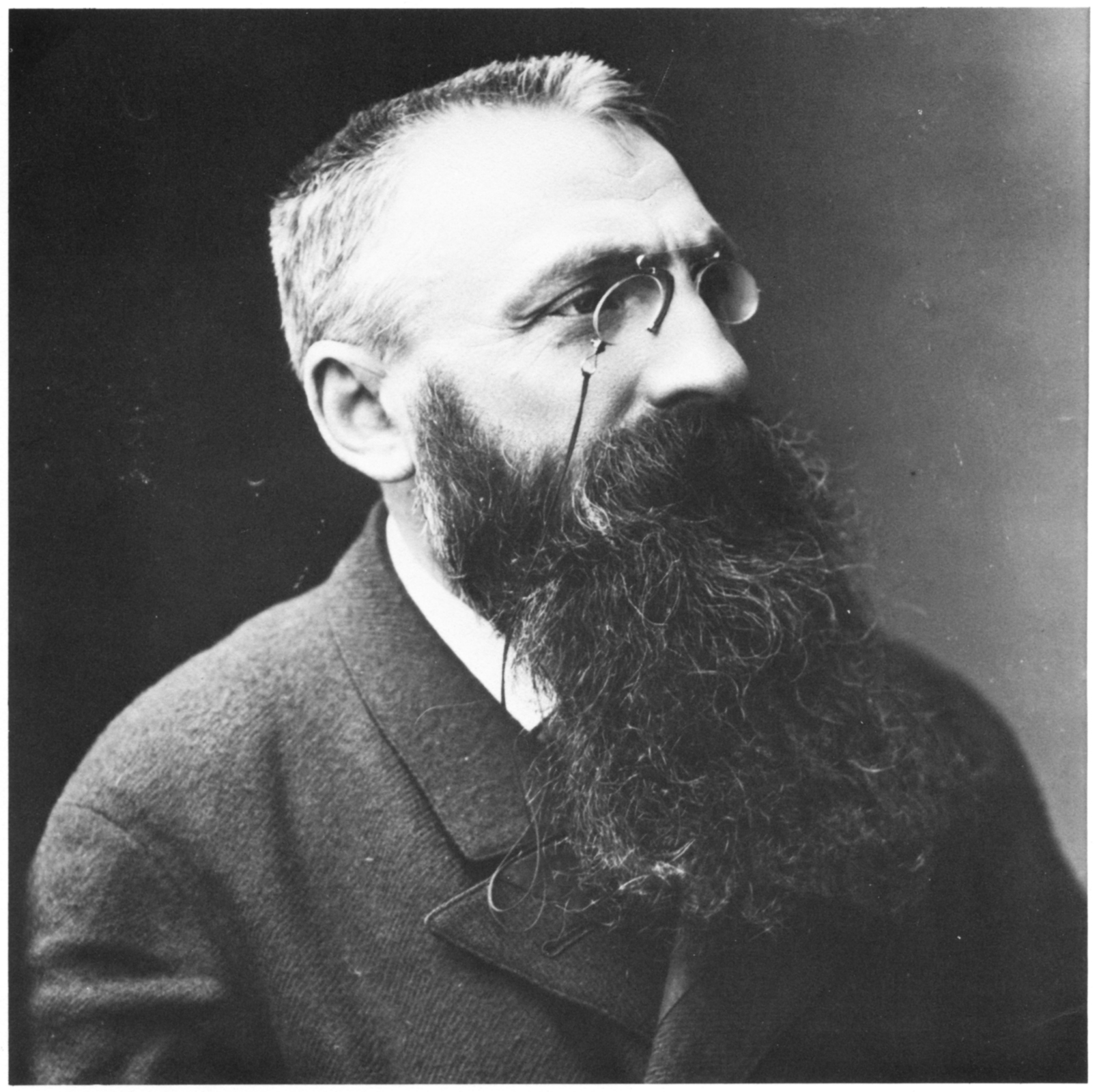
Auguste Rodin, a szobrász szintén diszlexiás volt.

A diszlexia nem betegség, hanem inkább a gondolkodás, az észlelés és a tanulás, tehát általában az információfeldolgozás egy más formája. Köszönhetően az eltérő gondolkodásmódnak a diszlexiások egy része az átlagnál intelligensebb, illetve egyes területeken sokkal tehetségesebb. Ezek az eltérések a diszlexia kezelése után is megmaradnak.
A diszlexiások nem szavakban, hanem képekben gondolkodnak, gyorsan felismerik a jelenségek mögötti struktúrákat, hamar felismerik a problémákat. Képzeletük gazdag, kíváncsian, kreatív és intuitív módon viszonyulnak a világhoz. Mindennek köszönhetően a diszlexiások között sok tehetséges képzőművésszel, politikussal, színésszel, tudóssal, feltalálóval, zenésszel találkozhatunk.
A diszlexia orvos-pedagógiai felmérése, majd a szakszerű, egyénre szabott fejlesztés általában megoldja a diszlexiás problémáit.
Mi több: a diszlexiás az orvosi és pedagógiai reedukáció segítségével képes lesz kibontakoztatni azokat a kvalitásokat, amelyek birtokában éppen azért van, mert diszlexiás.

## Lelki problémák
Az iskolák és az oktatási rendszer csak a mérhető teljesítményt – írást, olvasást, számolást – tudják értékelni, az attól eltérő tehetséget nem, ezért a diszlexiások az iskolában általában sok kudarcot szenvednek el. A pedagógus gyakran nem ismeri fel a tanulási zavart, a gyermek pedig természetesen tudja, hogy teljesítménye elmarad az elvárttól és ennek megfelelően lustának, rosszabb esetben butának fogja tartani magát, gyakran szorong, esetleg agresszívvá válik.
A kezelés nélkül maradó diszlexiások önértékelése általában rossz, önképük negatív, ennek következményei pedig egész életükre kihatnak: mivel a gyermek lemarad, kisebb az általa elsajátított tudásanyag, ezért általában alacsony végzettséget igénylő szakmát választ, ahol az olvasással járó feladatok elkerülhetőek. Nagyon fontos, hogy a tanulási zavart időben felismerje a szülő vagy a pedagógus, és a gyermek megfelelő kezelésben részesüljön.

## Segítségnyújtás
A diszlexia nem betegség, nem is fogyatékosság. Fontos, hogy a szülő gyermekét olyannak fogadja el, amilyen. Dicsérje, biztassa, amikor csak lehet, és ne keserítse el, hogy más gyerekek esetleg ügyesebbek, könnyebben veszik az akadályokat. Keresse meg azokat a területeket, melyeken a gyermek kiemelkedőt tud alkotni, és hagyja, hogy kibontakoztassa képességeit. Ne hasonlítsa a gyermeket másokhoz.
Természetesen gyakorolni is kell a gyermekkel, de fontos, hogy a gyakorlás érdekes, változatos legyen, ne váljon monotonná. Minden gyakorlat legyen rövid, az esetleges ismétlés nagyobb időközönként történjen. A gyakori szünetek, a nem tanulási célú közös játékok mellett a gyermek sikerélményhez juttatása is elősegíti fejlődését.
A diszlexia, diszgráfia, hiperaktivitás és hasonló idegrendszeri eredetű tanulási és viselkedési zavarok terápiájában legjobb eredményeket azok a komplex fejlesztő programok mutatják, amelyek nem gyógyszeres kezelésre, hanem a hiányzó képességek kompenzációjára helyezik a hangsúlyt, és a tünetegyüttes idegrendszeri eredetét próbálják felderíteni, majd ennek megfelelő gyakorlatokra épülnek. Magyarországon Meixner Ildikó eredményei, felmérő és terápiás módszerei a legismertebbek.

## Kezelése
Fontos, hogy a szülő logopédushoz forduljon, ha az egyébként értelmes, okos gyermeken akár már óvodás korában is észlel diszlexiára utaló jeleket, vagy ha a gyermeknek aránytalanul nagy nehézséget jelent az olvasás elsajátítása, az iskolával járó kötelezettségek teljesítése. A logopédusok általában a helyi pedagógia szakszolgálatokban, nevelési tanácsadóban dolgoznak, de vannak települések, kerületek, ahol valamelyik iskolában, vagy önálló logopédiai intézetben érhetők el. Az iskola pedagógusai pontos információval tudnak szolgálni. A diszlexia kezelését a logopédus végzi, az ő feladata, hogy feltárja a diszlexia okát, és tüneteit, és hogy kidolgozza az ennek megfelelő terápiát.
A részképességzavarok kutatásával, enyhítésével foglalkozó szakemberek már régóta tudják, hogy a diszlexiának sokféle oka lehet.

### Módszerek
A Sindelar-program kognitív terápia, ami a kognitív képességeket onnan kezdi fejleszteni, ahol azok még működnek. A fejlesztés kiterjed az ismeretszerzés fontos eszközeire, vagyis a figyelemre, az észlelésre, az intermodális kódolásra, az emlékezetre, a szerialitásra, valamint a téri orientációra. A Goddard-féle terápia visszamegy az időben egészen a csecsemőkorig, amikor még az összes alapvető készség megfelelően működött. Innen kezdi a hiánypótlást.
A Sindelar-módszerrel az ELTE Bárczi Gusztáv Gyógypedagógiai Karán jó néhány éve foglalkoznak, míg a Goddard-féle terápia Magyarországon viszonylag új.
Egyes diszlexiások idegi eredetű látászavara, szemmozgása színes szemüveggel korrigálható.
A vizsgálatokat haploszkópikus (a két szemet külön-külön és együttesen is vizsgálva) lencserendszerrel, (16 db, 8 speciális szűrőkarakterisztikájú lencse, minden típusból 2 db), megadott protokoll alapján végzik. Ezután kiválasztják a megfelelő színes szűrőt, szemüveg lencséket (gyakran a két szűrő nem egyforma karakterisztikájú). A szűrők kiválasztása után kerül sor a hatékonyság lemérésére.
Diszlexia-specialista fejlesztő pedagógus felügyelete mellett olvasási tesztet végeztetnek a diszlexiással, előbb a színes lencsék nélkül, majd kiválasztott lencsékkel. A megfelelően kiválasztott lencsével mind az olvasás, mind az írás, mind a számolás azonnal és mérhetően hatékonyabbá válhat.
A fejlesztést a legjobb öt-hatéves korban, még az iskola megkezdése előtt elkezdeni, de még felnőttkorban is jelentős eredményeket lehet elérni. A magyar nyelvű megelőző és fejlesztő módszert Meixner Ildikó dolgozta ki. A módszer lényege, hogy a hiányok pótlása és az olvasástanulás nem különül el a beszédfejlesztéstől; ez segít a betűk és a hangok összekapcsolásában. Az olvasástanítás szintetikus, és a könnyen összetéveszthető betűket nagy időkülönbséggel tanítja. Fontos a ritmusérzék, a térbeli tájékozódás és a nyelvi készségek fejlesztése is. Ha a gyermek másodlagos tünetekkel küzd, akkor minden foglalkozást az önbizalom növelésével kell kezdeni.

### Otthoni fejlesztés
A diszlexiás gyerekek számára az iskola, az órák nagy terhet jelentenek, ezért mire hazaérnek, nagyon fáradtak. Éppen ezért nem tanácsos a gyermeket azonnal ismét füzet vagy könyv elé ültetni, hasznosabb előbb egy rövid, a szülőkkel együtt végzett mozgás. Nagyon hasznosak a mozgásfejlesztő gyakorlatok, melyek segítségével a gyermek ellazulhat, oldódhat, játszhat. Ilyenek például az indiánszökdelés, a különböző egyensúlyi gyakorlatok, az ugróiskola, az ugrókötelezés, az ugróasztal vagy a célba dobás. Nagyon fontos, hogy ezek a játékok valóban játékok maradjanak, ne legyen teljesítménykényszer alatt a gyerek.
Javíthatóak a nyelvi képességek a gyermek muzikalitásának fejlesztésével. A szülő tapsoljon le egy egyszerű ritmust gyermekének, ő pedig tapsolja vissza, utánozza. A gyermek kedvenc dalait kísérjék dobolással. Játszanak „Erre csörög a dió”-t, vagy más hasonló játékot. A szülő meséljen gyermekének 10-12 éves koráig esténként elalvás előtt. Ez segíti a memória, a szókincs, a szövegértés, a képzelet és a fantázia fejlődését, arról nem is beszélve, hogy így a gyermekkel való kapcsolat is elmélyülhet

### Következtetés
A diszlexia egy igen összetett probléma. A hatékony kezelés feltétlen módszere a komplex terápia. A páciensek általában először a szakpedagógussal találkoznak, aki felméri a nyelvi képességeket, és előírja számukra a megfelelő reedukációs programot. Itt nem szabad megállni, hanem a pácienseket ki kell vizsgálni, és a szakkonzíliumok alapján /fül-orr-gégész, foniáter, szemész, neurológus pszichiáter és még amire szükség van/ megfelelő kiegészítő kezelésben kell részesíteni őket. Összefoglalva: a diszlexia korrekciójának a leghatékonyabb módszere a célzott, egyénre szabott terápia, megtámogatva a szakkonzíliumok által javasolt szintén egyénre szabott speciális kezeléssel.